# Agátias
Agátias (em grego: Αγαθίας; romaniz.: Agathías; Mirina, ca. 536 - Constantinopla, 582), chamado Escolástico (Scholasticus), foi um erudito e historiador bizantino do século VI e uma das fontes principais ao reinado do imperador Justiniano I (r. 527–565). Notabilizou-se como advogado e retor em Constantinopla. Por sua paixão por literatura, escreveu duas obras poéticas, que sobreviveram de forma fragmentada, e uma obra histórica, chamada Histórias, que continua a crônica de Procópio de Cesareia. Recebeu uma estátua em sua honra na sua cidade natal.

## Biografia

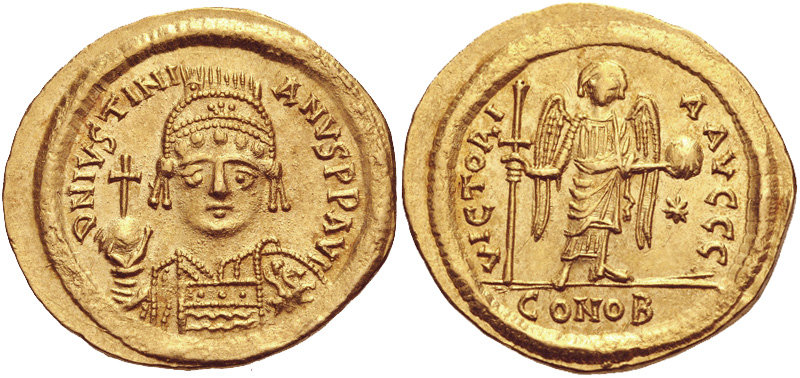
Soldo de Justiniano r.

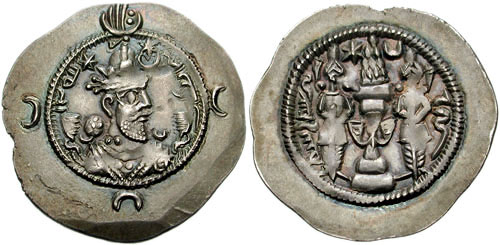
Dracma de r.

Agátias nasceu em Mirina, na província da Ásia, em cerca de 536 ou cerca de 530. Era filho de Menônio e Pericleia e teve dois irmãos, um homem cujo nome não se preservou, e Eugênia. Quiçá foi educado em Constantinopla antes de ir a Alexandria, no Egito, onde estudou literatura. Estava na cidade em 551, quando um grande terremoto destruiu Berito (atual Beirute, no Líbano). Pouco depois, partiu para Constantinopla e visitou Cós, onde pessoalmente observou a devastação do terremoto. Seguiu estudando direito por quatro anos e, ao fim do ciclo, dedicou oferendas a São Miguel em Sostênio junto de Emiliano, João e Rufino. Distinguiu-se como advogado na capital, sem desistir de sua paixão por história e poesia. Por conta de sua profissão, assinou suas obras como escolástico. Também foi descrito como retor por Evágrio Escolástico e Nicéforo Calisto Xantópulo. Em algum ponto em sua carreira foi "pai da cidade" (pater civitatis) de Esmirna, onde construiu latrinas. Morreu em algum ponto no ano de 582, antes da ascensão de Maurício (r. 582–602). Foi honrado em Mirina com uma estátua, junto de seu pai e irmão, com versos de Miguel Gramático.
Em literatura, fez nove livros de poesia erótica em hexâmetro (Dafníaca), que não sobreviveram além dos versos introdutórios, e uma espécie de antologia com epigramas de sua autoria e de e outros poetas, contemporâneos e anteriores, que chamou de Ciclo, e que foi publicada em 566/7, sob Justino II (r. 565–578). Cerca de 100 poemas, e seu prefácio, foram incluídos na Antologia Palatina e na Antologia de Planudes. Também escreveu notas marginais sobre a Descrição da Grécia de Pausânias. Por iniciativa de seus amigos, dentre eles Eutiquiano, escreveu uma obra chamada Histórias na qual narrou os eventos de 552 a 558, em continuação da obra de Procópio de Cesareia. Nela, retratou os costumes, religião e guerras contra os povos vizinhos do Império Bizantino (godos, vândalos, francos, persas, hunos), bem como outras perturbações de sua época (fomes, pragas, terremotos). Menandro Protetor, seu continuador, deu a entender que pretendia escrever mais eventos em sua obra, mas foi impedido porque faleceu. A informação mais tardia que descreveu foi a morte do xainxá Cosroes I (r. 531–579) em 579 e parece que pretendia narrar a queda do Império Huno. É a única fonte para vários dos episódios que descreveu. Suas histórias foram editadas por Barthold Georg Niebuhr.